# Ploso (Punung)
Ploso is een bestuurslaag in het regentschap Pacitan van de provincie Oost-Java, Indonesië. Ploso telt 4873 inwoners (volkstelling 2010).